# Cannabinoid
Cannabinoid là một trong những nhóm hợp chất hóa học đa dạng hoạt động trên các thụ thể cannabinoid trong các tế bào làm thay đổi sự giải phóng chất dẫn truyền thần kinh trong não. Các phối tử cho các protein thụ thể này bao gồm các endocannabinoid (được sản xuất tự nhiên trong cơ thể bởi động vật), phytocannabinoid (tìm thấy trong cần sa và một số thực vật khác) và cannabinoid tổng hợp (được sản xuất nhân tạo). Cannabinoid đáng chú ý nhất là phytocannabinoid tetrahydrocannabinol (THC), hợp chất tâm sinh lý chính trong cần sa. Cannabidiol (CBD) là thành phần chính khác của cây. Có ít nhất 113 loại cannabinoid khác nhau được phân lập từ cần sa, thể hiện các hiệu ứng khác nhau.
Cannabinoid tổng hợp bao gồm một loạt các lớp chất hóa học riêng biệt: các cannabinoid cổ điển về mặt cấu trúc liên quan đến THC, các cannabinoid không cổ điển (cannabimimetics) bao gồm các aminoalkylindole, 1,5-diarylpyrazole, quinoline và arylsulfonamid cũng như eicosanoid liên quan đến endocannabinoid.

## Công dụng
Sử dụng y tế bao gồm điều trị buồn nôn do hóa trị liệu, co cứng và có thể các cơn đau thần kinh. Các tác dụng phụ thường gặp bao gồm chóng mặt, an thần, nhầm lẫn, phân ly và "cảm giác high".

## Thụ thể cannabinoid
Trước những năm 1980, người ta thường suy đoán rằng cannabinoid tạo ra các hiệu ứng sinh lý và hành vi của chúng thông qua tương tác không đặc hiệu với màng tế bào, thay vì tương tác với các thụ thể gắn màng thụ thể. Việc phát hiện ra các thụ thể cannabinoid đầu tiên vào những năm 1980 đã giúp giải quyết cuộc tranh luận này. Những thụ thể này là phổ biến ở động vật, và đã được tìm thấy ở động vật có vú, chim, cá và bò sát. Hiện tại, có hai loại thụ thể cannabinoid được biết đến, được gọi là CB1 và CB2, với bằng chứng gắn nhiều hơn. Bộ não con người có nhiều thụ thể cannabinoid hơn bất kỳ loại thụ thể kết hợp protein G (GPCR) nào khác.

### Thụ thể Cannabinoid loại 1
Các thụ thể CB1 được tìm thấy chủ yếu trong não, cụ thể hơn là ở hạch nền và trong hệ thống limbic, bao gồm đồi hải mã  và vân. Chúng cũng được tìm thấy trong tiểu não và trong cả hệ thống sinh sản nam và nữ. Các thụ thể CB 1 không có trong tủy não, một phần của thân não chịu trách nhiệm cho các chức năng hô hấp và tim mạch. CB1 cũng được tìm thấy ở mắt và võng mạc của con người.

### Thụ thể Cannabinoid loại 2
Các thụ thể CB 2 chủ yếu được tìm thấy trong hệ thống miễn dịch, hoặc các tế bào có nguồn gốc miễn dịch  với mật độ lớn nhất trong lá lách. Mặc dù chỉ được tìm thấy trong hệ thống thần kinh ngoại biên, một báo cáo chỉ ra rằng CB2 được thể hiện bằng một tiểu quần thể microglia trong tiểu não người. Các thụ thể CB2 dường như chịu trách nhiệm chống viêm và có thể các tác dụng điều trị khác của cần sa được thấy trong các mô hình động vật.